# Manhunt (film 2017)
Manhunt è un film del 2017, diretto da John Woo. Remake del film giapponese del 1976 Kimi yo fundo no kawa o watare.

## Trama
Il celebre avvocato Du Qiu ha intenzione di cessare la collaborazione con la multinazionale Tenjin Pharmaceutical, ma il presidente di quest'ultima, Yoshikiro Sakai, temendo che così facendo l'uomo possa rivelare alcuni dei segreti della compagnia, orchestra l'omicidio di una giovane ragazza e fa in modo che Du Qiu ne appaia come il responsabile. Dopo essere stato quasi ucciso da Asano, investigatore corrotto della polizia, Du Qiu riesce a fuggire.
Oltre a Sakai, suo figlio Hiroshi e Asano, sulle tracce di Du Qiu ci sono anche l'onesto e rigoroso poliziotto Satoshi Yamura, una giovane poliziotta incaricata di assisterlo, Rika Hyakuta, e le due avvenenti sicarie Rain e Dawn. Per fuggire, Du Qiu trova l'aiuto di una donna legata al suo passato, Mayumi Mounami; nel frattempo, Satoshi inizia invece a convincersi che Du Qiu sia realmente innocente. Du Qiu, Mayumi, Satoshi e Rika scoprono infine che Sakai aveva intenzione di creare un nuovo e pericoloso farmaco illegale, capace di trasformare le persone in spietati assassini, e che il promesso sposo di Mayumi (anch'egli fatto uccidere anni prima da Sakai) era rimasto coinvolto con la sua realizzazione.
Giunti alla resa dei conti con il presidente, Rain si redime intervenendo in maniera decisiva in favore di Du Qiu, ma viene uccisa da Sakai, che infine – non avendo più alcuna possibilità di fuga – sceglie il suicidio, dopo aver affermato di non avere alcun rimpianto; il prototipo del farmaco viene così distrutto. Giorni dopo, Du Qiu e Satoshi, rispettivamente accompagnati da Rika e Mayumi, si salutano così in maniera allegra, sebbene Yamura debba amaramente constatare che per raggiungere la verità «ci sono sempre vittime innocenti: speriamo in un futuro migliore».

## Distribuzione

### Edizione italiana
L'edizione italiana di Manhunt è a cura della Tecnomovie di Roma; i dialoghi italiani e la direzione del doppiaggio sono a cura di Massimiliano Painelli Perrella, assistito da Valentina Perrella. I fonici di missaggio e doppiaggio sono rispettivamente Paolo Baglio e Davide De Luca; quest'ultimo si è occupato anche della sincronizzazione della pellicola.